# Niko Kovač
Niko Kovač (Berlin, 15. listopada 1971.) hrvatski je nogometni trener i bivši nogometaš. Bio je hrvatski nogometni reprezentativac, reprezentativni kapetan i izbornik hrvatske nogometne reprezentacije. Trenutačno je trener Borussije Dortmund.
Profesionalni je nogomet započeo igrati u berlinskoj Herthi, nastupao je i za Bayer Leverkusen, Hamburger SV te Bayern München, a igračku je karijeru okončao u austrijskom Red Bull Salzburgu.
Za Hrvatsku je izabranu vrstu debitirao 1996. godine i do 2008. godine ubilježio je 83 nastupa, te postigao 14 pogodaka. Bio je igrač sredine terena, odličan u obrambenim zadacima. Postao je nezamjenjiv u kalkulacijama izbornika Zlatka Kranjčara, koji mu je dao kapetansku vrpcu, a povjerenje mu je ukazao i sljedeći izbornik, Slaven Bilić.
Nakon što je bio pomoćni trener u Red Bull Salzburgu i vodio reprezentaciju do 21 godine, dana 16. listopada 2013. godine imenovan je izbornikom  hrvatske nogometne reprezentacije nakon Igora Štimca.
Stariji je brat nogometaša Roberta Kovača.

## Igračka karijera

### Klupska karijera
Podrijetlom je iz Livna (selo Lusnić), a rođen je u Berlinu 1971. godine. Svoju je karijeru izgradio u Bundesligi, ponajprije u Herthi, gdje je počeo profesionalnu karijeru 1991. godine. Nakon pet godina otišao je u Bayer iz Leverkusena, gdje je igrao zajedno s bratom Robertom. U Hamburgu je proveo dvije godine, do 2001. godine, kada je otišao u Bayern iz Münchena.
U Herthu se vratio 2003. godine i nastavio s dobrim igrama. Pred kraj sezone 2005./06. čelnici berlinskog kluba obznanili su mu da mu ne žele produžiti ugovor pa je karijeru nastavio u Red Bullu iz Salzburga, gdje je 2009. godine i završio aktivnu karijeru.

### Reprezentativna karijera
Za Hrvatsku je igrao SP u Južnoj Koreji i Japanu 2002. godine,  EP u Portugalu 2004. godine, SP u Njemačkoj 2006. godine i EP u Austriji i Švicarskoj 2008. godine. Na Svjetskom prvenstvu u Njemačkoj 2006. godine ozlijedio se, ali je i ozlijeđen odigrao susrete s Japanom i Australijom, postigavši pritom gol Australcima. Za reprezentaciju je odigrao 83 utakmice i postigao 14 pogodaka.
Iako je u zadnjim nastupima imao skoro 37 godina, bio je neizostavni igrač hrvatske reprezentacije. U siječnju 2009. godine najavio je svoj oproštaj od reprezentacije te istodobno krenuo na Nogometnu akademiju HNS-a u program dobivanja UEFA PRO trenerske diplome i licence.

## Trenerska karijera
Nakon nekoliko godina provedenih kao trener juniorske momčadi svog zadnjeg kluba, Red Bull Salzburga, zajedno s bratom Robertom početkom 2013. godine preuzeo je vođenje hrvatske nogometne reprezentacije do 21 godine. Nakon odlaska Igora Štimca s izborničke funkcije, 16. listopada 2013. godine postao je novi izbornik "A" reprezentacije. Hrvatska je pod njegovim vodstvom u dvije utakmice doigravanja protiv Islanda izborila odlazak na SP u Brazilu 2014. godine. Na SP u Brazilu reprezentacija nije prošla skupinu. Nakon što je reprezentativna A momčad osvojila samo jedan bod u posljednjem kvalifikacijskom mini-ciklusu pri kvalifikacijama za Euro u Francuskoj 2016. godine (u Azerbajdžanu 0:0, u Norveškoj poraz od 2:0), Izvršni odbor saveza jednoglasno je smjenio Niku Kovača s mjesta izbornika hrvatske nogometne reprezentacije.
Dana 8. ožujka 2016. godine postaje trener njemačkog Eintrachta iz Frankfurta. U prosincu 2016. produljio je ugovor s frankfurtskim Eintrachtom do 2019. godine.
Dana 1. srpnja 2018. godine, doživio je najveći uspjeh u svojoj trenerskoj karijeri postavši trener minhenskog Bayerna. Odmah u prvoj sezoni na klupi Bayerna osvojio je naslov prvaka Njemačke, te tako postao tek drugi čovjek u povijesti Bayerna koji je osvojio naslov prvaka kao igrač i kao trener. Smijenjen je 3. studenoga 2019. godine, nakon poraza od frankfurtskoga Eintrachta (5:1).
Dana 21. srpnja 2020. godine postao je glavni trener nogometnog kluba Monako iz kneževine Monte Carlo.

## Priznanja

### Igračka

#### Individualna
- Dobitnik je nagrade Ponos navijača za 2009. godinu, koju dodjeljuje Klub navijača hrvatske nogometne reprezentacije "Uvijek vjerni" za izniman doprinos reprezentaciji.

#### Klupska
FC Bayern München
- Prvak Njemačke (1): 2002./03.
- Njemački kup (1): 2003.
- Interkontinentalni kup (1): 2001.

Red Bull Salzburg
- Prvak Austrije (2): 2006./07., 2008./09.

### Trenerska

#### Klupska
Eintracht Frankfurt
- Njemački kup (1): 2017./18.

Bayern München
- Njemački superkup (1): 2018.
- Prvak Njemačke (1): 2018./19.
- Njemački kup (1): 2018./19.

## Vanjske poveznice
- Profil, Hrvatski nogometni savez
- Leverkusen who's who (njem.)